# Fire (Joan Thiele)
Fire è un singolo della cantautrice italiana Joan Thiele pubblicato il 1º dicembre 2017.

## Video musicale
Il video musicale, diretto da Giada Bossi, è stato pubblicato il 29 novembre 2017 sul canale YouTube della cantante.

## Tracce
Testi e musiche di Joan Thiele.
1. Fire – 2:49